# ロザス湾
ロザス湾（カタルーニャ語: Golf de Roses, [ˈɡoɫv ðə ˈrɔzəs]）は、スペイン・カタルーニャ州ジローナ県にある湾。スペイン＝フランス国境から十数キロ南にあり、地中海のコスタ・ブラバに向かって開けている。高級リゾート地として知られ、「スペインのヴェネツィア」とも呼ばれるアンプリアブラバなどの町がある。

## 地理

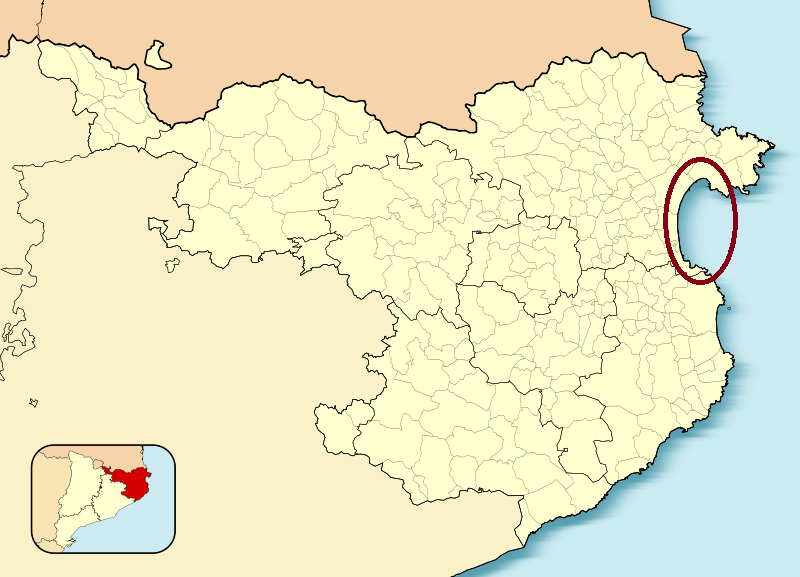
ジローナ県における位置

ロザス湾の幅は約15km、奥行きは約7kmである。湾から約15km内陸にはジローナ県北部の中心都市であるフィゲラスがあり、フィゲラスとジローナの中間を流れるフルビアー川(84km)は湾の中央部に注いでいる。湾の北部にはマノール川を支流に持つムガ川(58km)が注いでおり、これらの河川はピレネー山脈東端部にあるアルベラ山塊の南斜面から流れてくる。
北側にはイベリア半島最東端であるクレウス岬（クレウス半島）があり、クレウス半島の沿岸は岩がちで小さな入江をいくつも持つ。ロザス湾内に島は存在しないが、南端から数キロ離れたテル川沖合には無人島のマデス諸島が、クレウス岬の沖合に無人島のポルトゥリガット島がある。
ロザス湾沿岸の町（北から南の順）
- ロザス
- アンプリアブラバ（英語版）
  - 4km内陸にあるカステリョー・ダンプリアスの自治体内にあるコミュニティ。
- サント・パレ・パスカドール（英語版）
- ラスカーラ

## 歴史

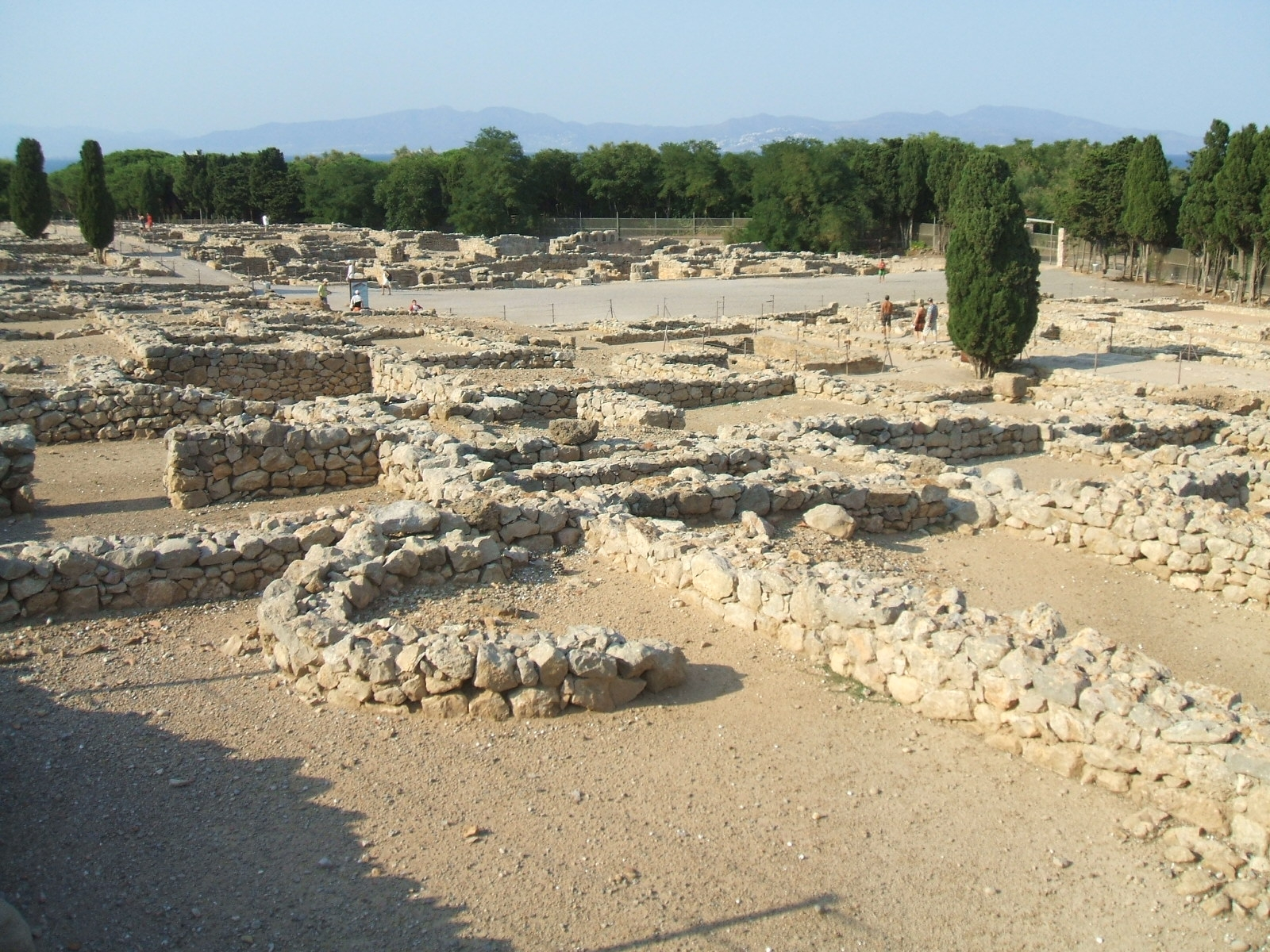
アンプリアス遺跡

### ギリシア・ローマ時代
フランスの地中海沿岸地域やイタリア半島北中部とイベリア半島北東部を結ぶ海上交通路の途中にあるため、古くからロザス湾では交易活動が行われており、また交通の要衝であるため軍事行動も行われた。ギリシア都市国家ポカイアからマッサリア（現・マルセイユ）を経由してやってきたギリシア人はロザス湾岸に植民し、575年にアンプリアス（現・ラスカーラ郊外）、続いてローデ（現・ロザス）と、ロザス湾の南北端の町に商業施設を設立した。アンプリアスはイベリア半島北東部の商業および交易拠点として繁栄し、イベリア半島最大のギリシア植民都市となった。
紀元前3世紀のポエニ戦争の際にはローマと同盟を結び、紀元前218年にはプブリウス・コルネリウス・スキピオによるヒスパニア征服の入口となった。ロザス湾沿岸地域はヒスパニア・タッラコネンシス属州の一部となったが、タッラコ（現・タラゴナ）やバルチーノ（現・バルセロナ）の繁栄とともにアンプリアスの地位は徐々に後退していった。

### 中近世
ローマ人以後には西ゴート人、フランク人、アラブ人がやってきた。ノルマン人やイスラーム教徒の海賊がこの地域の海岸を襲撃したことで、9世紀中頃にはアンプリアスの旧市街が放棄された。19世紀半ばに封建制度が廃止されるまで、この地域はアンプルダー伯によって封建支配が行われた。中世後期には湿地に要塞が築かれ、ロザスがこの地域の主要港となった。
13世紀末のシチリア晩祷戦争ではアラゴン連合王国などとフランス王国などが地中海で戦い、ロザス湾も海戦の舞台となった。16世紀にスペイン・ハプスブルク朝が体制を確立すると、スペイン帝国はイベリア半島とイタリア半島の領地を結ぶポイントであったロザス湾に港を築き、城・大砲・梯子という三位一体の防衛設備からなるロザス城塞を建設した。この要塞は結局、19世紀初頭にナポレオン軍がイベリア半島に攻め込んだスペイン独立戦争後に解体された。
中世のロザス湾沿岸は空気の淀んだ湿地が広がっていたが、灌漑計画がかつての湿地の大半を農地に変えた。18世紀から19世紀にはこの地域で農業が拡大し、ロザス湾沿岸の湿地や池の多くが干拓されたのである。この地域の大部分は稲作地や牧草地となった。

### 現代
20世紀になるとアンプリアス遺跡の発掘調査が開始され、現在も調査が継続されている。1960年代には、邸宅ごとにヨット係留場所を持つ多数の別荘からなるアンプリアブラバが開発された。20世紀後半にはロザス湾の多くの町がリゾート地となり、ロザス湾は世界で最も美しい湾クラブに加盟した。

## 自然
渡り鳥にとってロザス湾は重要な越冬地であり、湿地はアイグアモルス・ダ・ランポルダー自然公園に指定されている。湾を見下ろす北側にあるクレウス岬はアイグアモルス・ダ・ランポルダー自然公園とは別にクレウス岬自然公園に指定されている。この地域はしばしば深刻にトラムンターナ（トラモンタン）と呼ばれる強風の影響を受ける。

## 文化

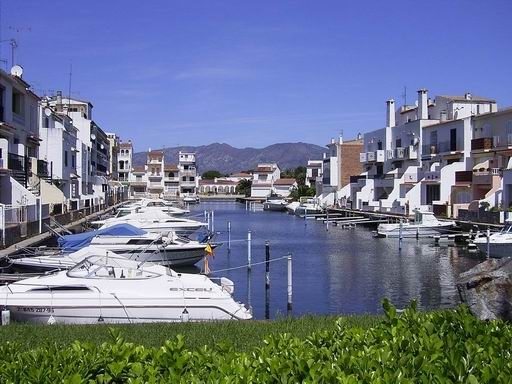
アンプリアブラバの運河

### リゾート地
ロザス湾の北端にはロザスが、南端にはラスカーラがある。その他にも、カステリョー・ダンプリアス/アンプリアブラバ、サント・パレ・パスカドールなど、リゾート地として知られる小さな町が複数存在する。
ロザス湾は世界で最も美しい湾クラブに加盟している。このクラブは観光振興や資源保護などを目的とした組織であり、「優れた自然の美しさがあること」「豊かな生態系があること」「経済的潜在力があること」などが加盟条件とされており、スペインではロザス湾の他にサンタンデール湾が加盟している。ロザス湾の北側のクレウス岬、モントホイ入江休暇村の地中海を見渡せる場所には、フェラン・アドリアがオーナーシェフを務めていたレストラン、エル・ブジがある。

### アンプリアブラバ
ロザス湾にあるアンプリアブラバは「スペインのヴェネツィア」とも呼ばれる。ロザスの町に近い湾北部はかつて湿地が広がっていたが、1964年に観光コミュニティを造成する都市開発が開始され、1975年に現在のアンプリアブラバが完成した。総延長40km以上の運河がコミュニティ中に張り巡らされており、個別のヨット係留地を持つ別荘が立ち並んでいる。このコミュニティには全長660mの滑走路を持つアンプリアブラバ飛行場があり、スカイダイビングなどのスカイスポーツに使用されている。アンプリアブラバはスカイダイビングのメッカであり、ヨーロッパ中からスカイダイバーが集まる。
アンプリアブラバは単独のムニシピオ（基礎自治体）ではなく、人口約11,000人のカステリョー・ダンプリアスの自治体内にあるコミュニティであるが、夏季にはアンプリアブラバ単独で滞在者数が約80,000人となり、ジローナ県の県都ジローナにも肩を並べるほどのコミュニティ人口を持つ。

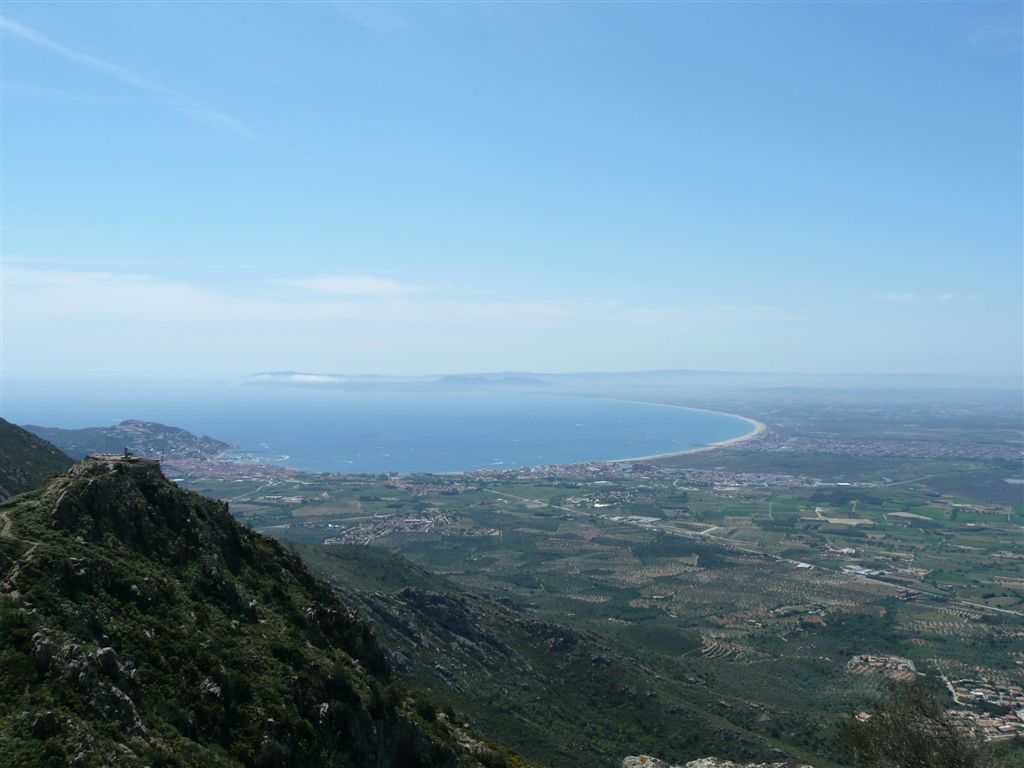
バルデラ城から見たロザス湾
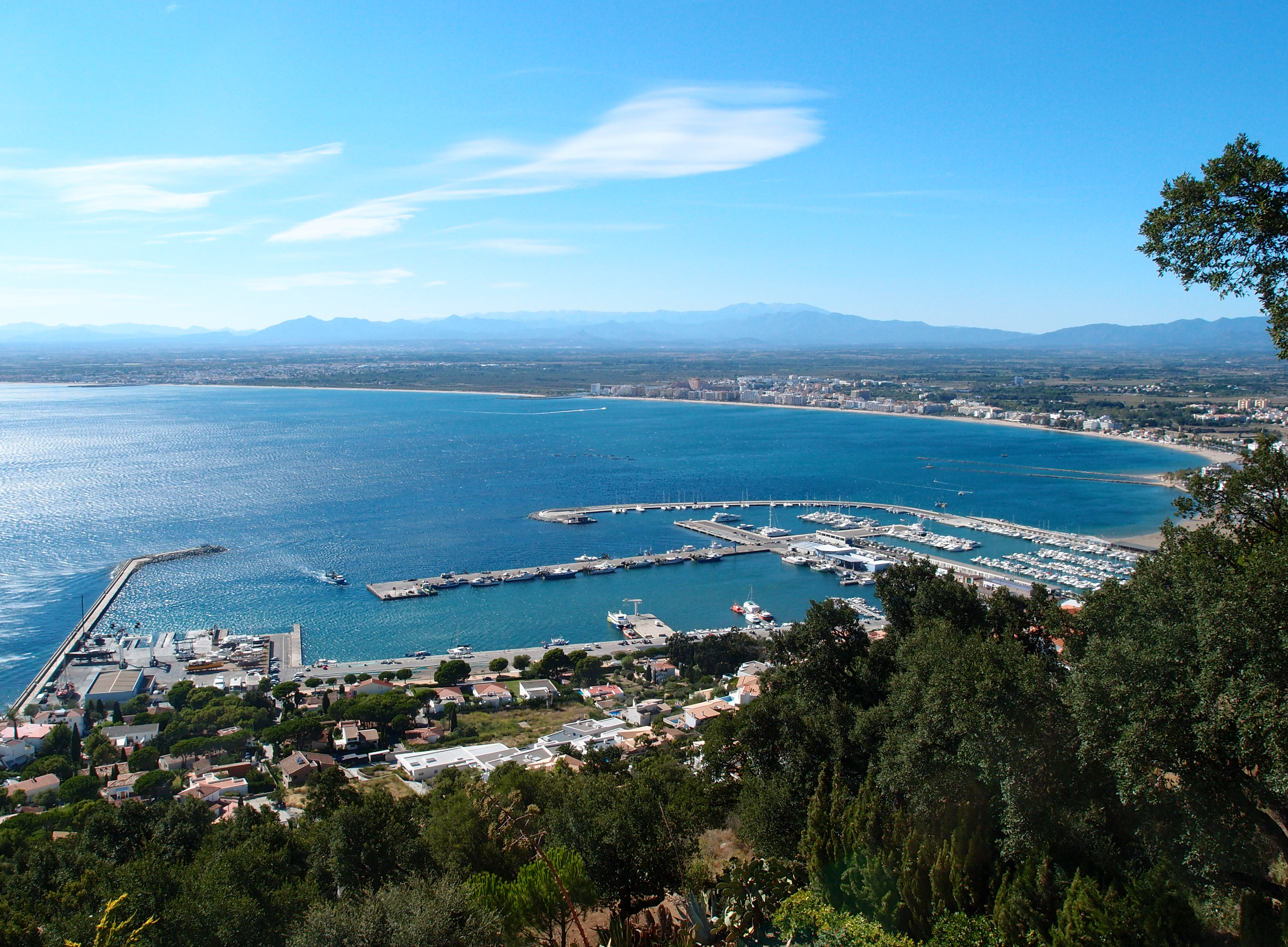
ロザス湾内の港湾
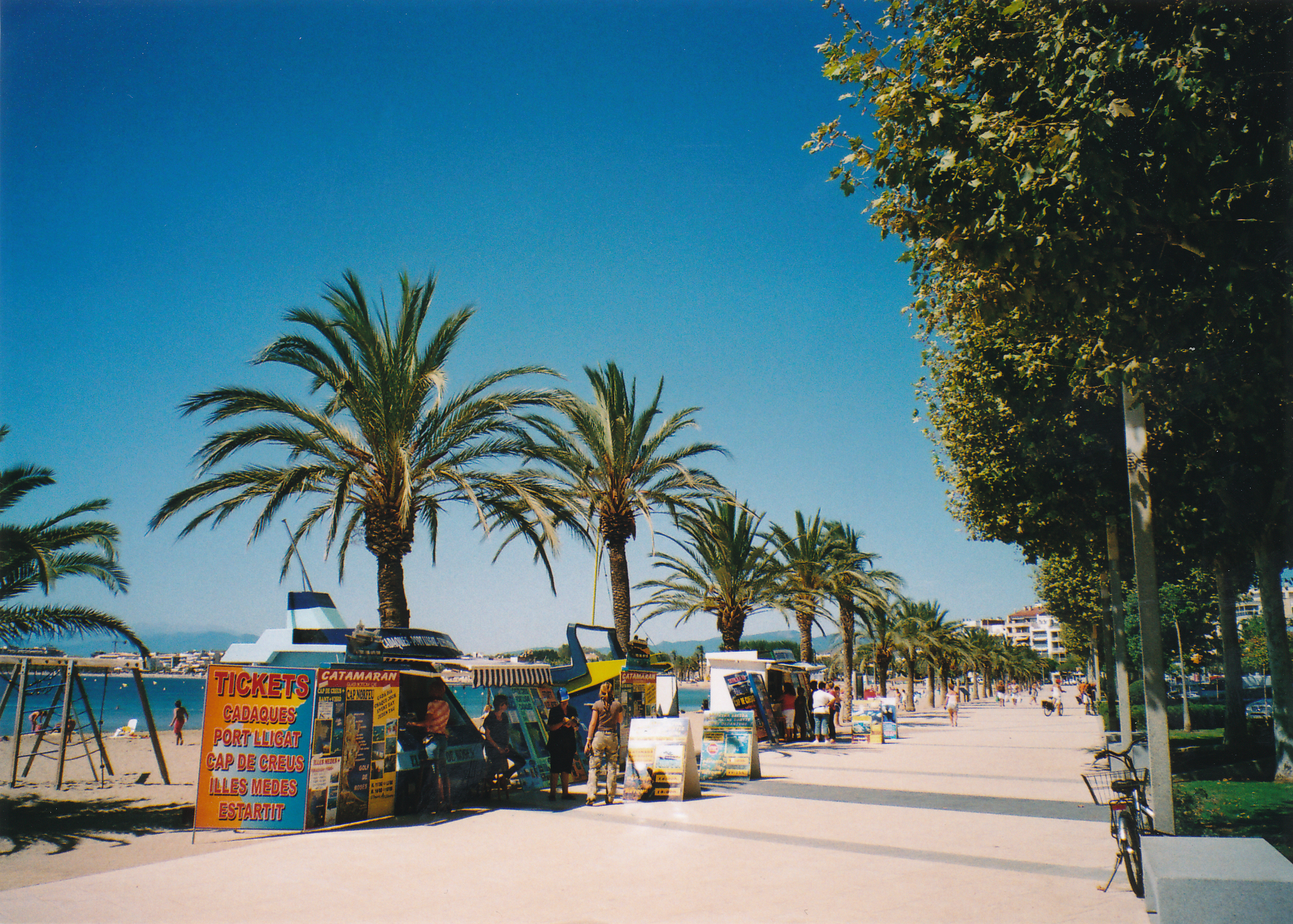
ロザスの海岸
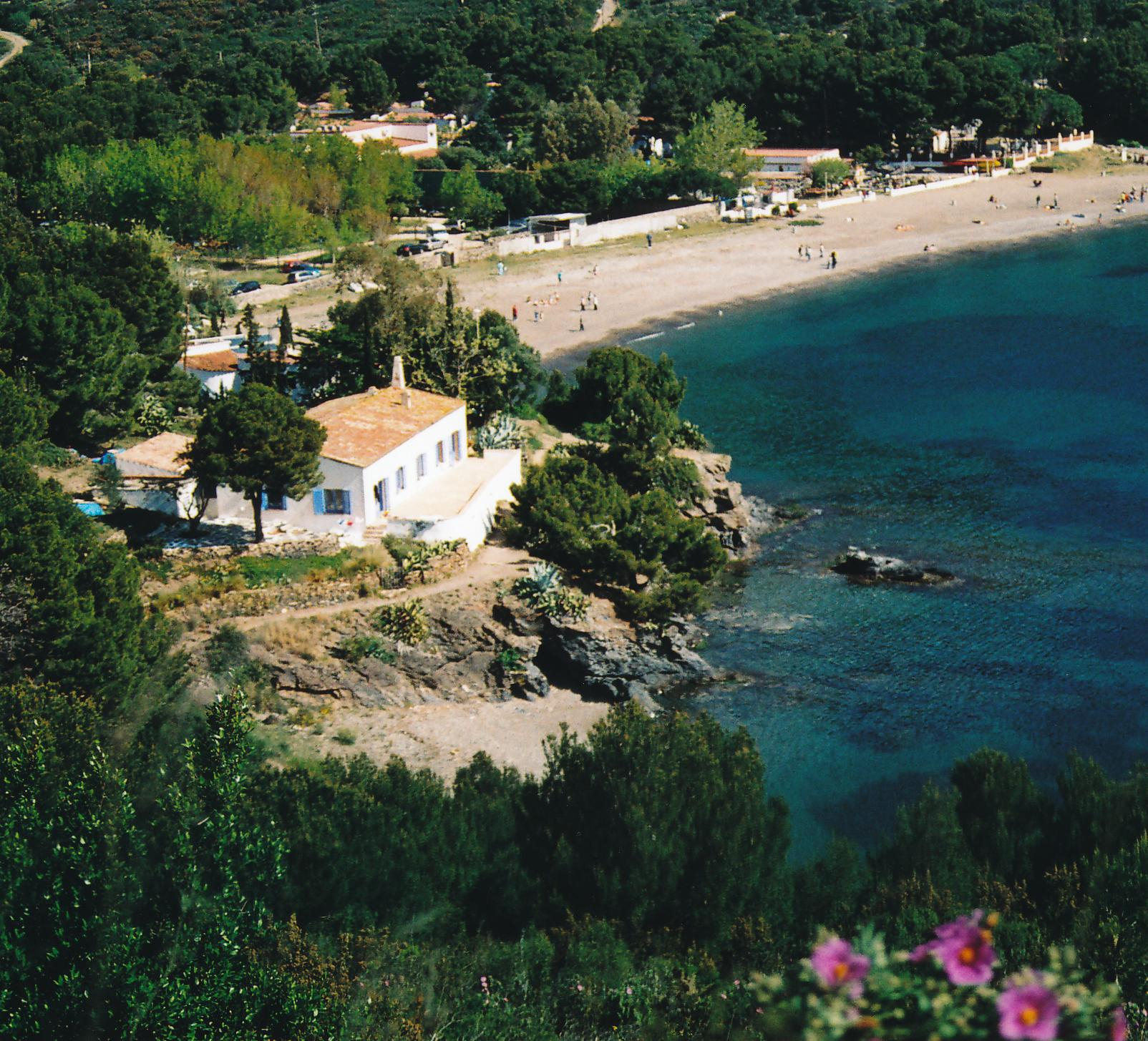
エル・ブジ
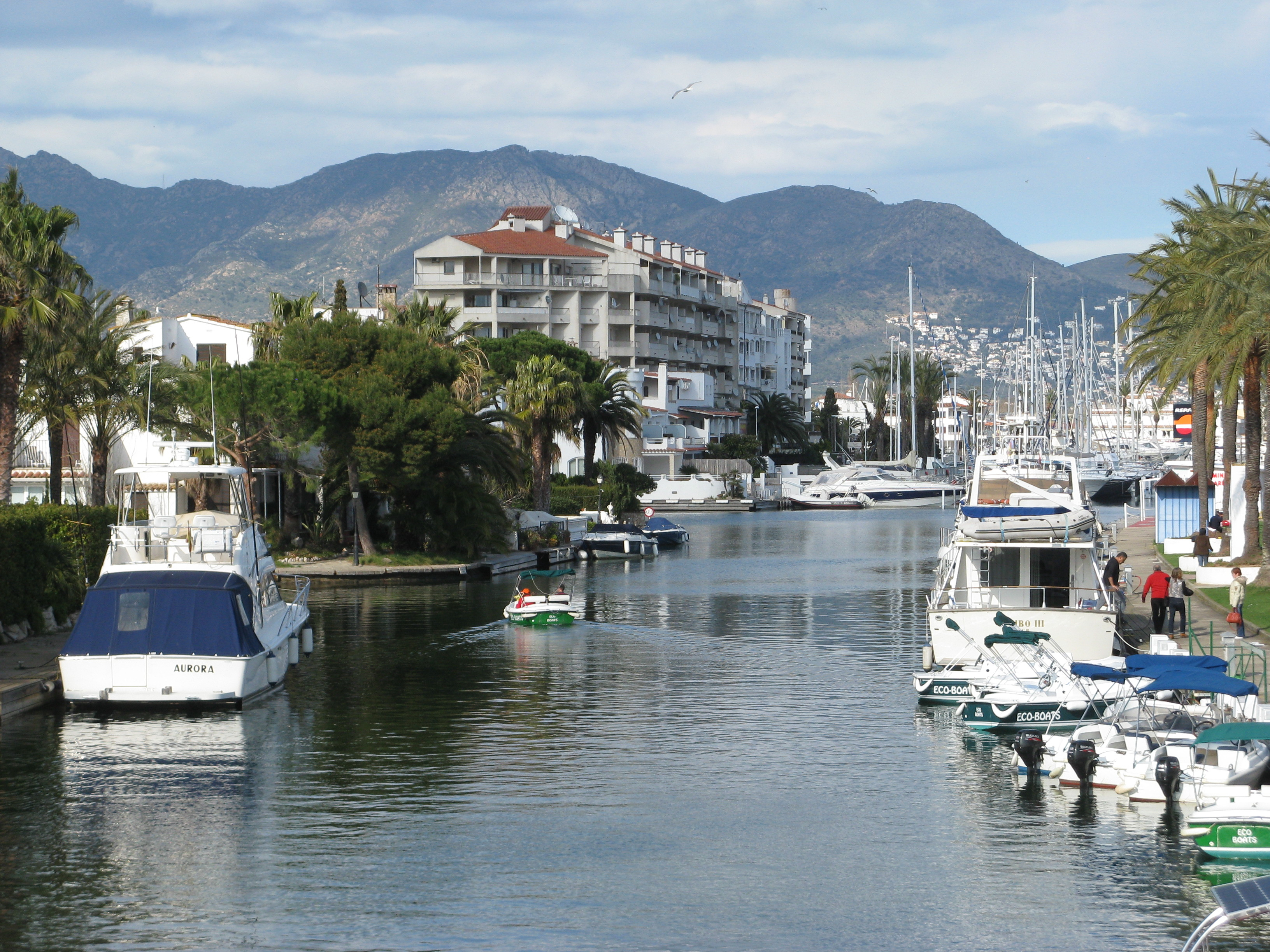
アンプリアブラバの運河
アンプリアブラバの地図

## 文献
- Pepita Barbarà,La bahía de Rosas: recopilación de textos, fragmentos de publicaciones, grabados ..., Rosas, Dalmau Carles Pla, 1989.
- Pep Collelldemont,La bahía de Rosas: Rosas, Castelló de Ampurias ..., Gerona, Ediciones Periódicas de las Comarcas, 1992.
- Pablo de la Fuente,Las fortificaciones reales del golfo de Rosas en la época moderna, Figueres, Brau-Ayuntamiento de Roses, 1998.
- Rosa Regàs et al., Golfo de Rosas: una bahía empapada de historia, dossier de Descubrir Cataluña, 76 (2004), 38-81.
- Josep Reig i Vilardell,Excursión en el golfo de Rosas: memoria leída por su autor, el 12 de noviembre de 1885 en la Asociación Catalanista de Excursiones Científicas, Barcelona, Estampa de Redondo y Xumetra, 1886.
- Victòria Riera i Aragó y Josep Lloret, "El medio marino del cabo de Creus y el golfo de Rosas",Revista de Gerona, 236 (2006), 74-77.